# Chessmaster
Chessmaster est une série de programmes d'échecs développée par Ubisoft Romania. Elle est commercialisée sur PC par Ubisoft et sur Mac OS par Feral Interactive. Les différentes versions incluent un ensemble de niveaux possibles allant du débutant au grand maître, permettent de sauvegarder les parties, et également d'étudier les parties de grands joueurs. La version Chessmaster 9000 contient également des tutoriels du maître international Joshua Waitzkin.

## Historique
La série des Chessmaster a débuté en 1986 avec Chessmaster 2000. Il était sorti sur Amiga, Apple II, Atari ST, Commodore 64, Amstrad CPC, Windows et sur DOS disposant d'une voix de synthèse annonçant les coups. Chessmaster 3000 est sorti en 1991 pour Windows 3.x et en 1995 sur PlayStation.
En septembre 2002, Chessmaster 9000 a battu le grand maître international américain Larry Christiansen. Après un match de quatre parties, Chessmaster a gagné 2,5 – 1,5. Le programme Chessmaster était contrôlé par John Merlino, le manageur de Chessmaster durant ce match. Quatre personnalités différentes furent utilisées dans le match. Les trois premières étaient basées sur des grands maîtres humains : Alexandre Alekhine, Bobby Fischer et Mikhail Botvinnik. La partie finale du match fut jouée avec la personnalité « par défaut » de Chessmaster. Christiansen a gagné la première partie, perdu la deuxième et la troisième, et la quatrième partie se termina sur un match nul.
La version Chessmaster Xe Édition, sortie en 2004, était disponible sur Microsoft Windows et également sur Xbox. Cette version est fournie avec des lunettes 3D afin de pouvoir profiter de l'option de rendu stéréoscopique.
La dernière version disponible de Chessmaster, sortie en 2007, est « Chessmaster XIe : The Art Of Learning ». Cette version possède des tutoriels de Joshua Waitzkin et Larry Christiansen, 900 parties de maîtres à analyser et des exercices d'échecs.

## Moteur
Le moteur d’échecs de Chessmaster est appelé The King, créé par Johan de Koning d'origine néerlandaise. Selon l'Association suédoise des échecs sur Ordinateur (SSDF), Chessmaster 9000 est classé 2715 dans le Classement Elo (sur PC avec un processeur Athlon-1200). Si les diverses versions d'autres moteurs sont retirées du début de cette liste, Chessmaster 9000 est classé comme le huitième meilleur moteur d'échecs du monde. En gardant ces versions, Chessmaster 11 2CPU est classé 54e.
Le moteur The King permet aux joueurs de créer des nouveaux styles de jeu en modifiant plusieurs douzaines de paramètres différents, comme King Safety, Pawn Weakness, Randomness, Mobility. La valeur de chaque pièce peut aussi être ajustée. Chessmaster 9000 contient plus de cent cinquante personnalités différentes allant des grands maîtres internationaux jusqu'à Stanley, décrit comme un singe et jouant la plupart de ses coups au hasard.
Le dispositif de personnalité a inspiré beaucoup de fervents amateurs d’échecs sur ordinateur qui tentent de trouver la personnalité optimum.
Le programme FEG.EXE, permet d'élargir la bibliothèque (générer une base de données) de finales du jeux allant jusque 6 pièces.
Versions :
The King 3.12b = Chessmaster 8000
The King 3.23 = Chessmaster 9000
The King 3.33 = Chessmaters 10k
The King 3.50 = Chessmaster 11 eme édition Grand Maître

## Différentes plates-formes
Jusqu'à présent, les diverses versions de Chessmaster sont apparues sur :
- Amiga
- Apple II
- Apple IIGS
- Atari ST
- Commodore 64
- DOS
- PC
- Mac OS
- NES
- Nintendo DS
- Super NES
- Game Boy
- Game Boy Color
- Game Boy Advance
- Game Gear
- PlayStation
- PlayStation 2
- Xbox
- Téléphone mobile